# 駄々
駄々（だだ）とは分別を欠いた我儘な行動を表す言葉である。「駄々を捏ねる」の慣用句も作る。
辞書の多くは子供に対して用いられるとしている。ただし実際にはそれを基本としながらも、我儘で子供っぽい成人に対しても応用例として用いられる事も多々ある。成人の場合一種のギャグに対するツッコミとして用いることもある。また、軽蔑的な意味合いがあるため、他の国や政治家に対する批判用語としても駄洒落的な意味合いを以って用いる事もある。
語源として最も有力な説は地団駄（じだんだ）が音便変化したという説である。その次に有名なものは「いやだ、いやだ」の略語と言う説である。また、ダダイスムの略語であると言う話もあるが、これは俗説である。
「駄々っ子」という用語もあるが、これに関しては少し意味合いが違う模様である。やはり軽蔑的な意味合いで用いられる事が多いのであるが、一部ではむしろ好感を持つものとされており、その傾向は駄々とは異なる。しかし我儘という点ではいずれも共通している。